# معامل تحميل
معامل تحميل هو معامل يستخدم في تصميم كرسي تحميل محوري أملس. هو كمية لا بعدية.

## معادلة
معادلة معامل التحميل (C) هي:

(C) = (Zn/p)
حيث:
- Z= معامل اللزوجة.
- n= سرعة دوران.
- p=ضغط التحميل.

لأي تحميل معطي، توجد قيمة محددة لـC ،عند أقل قيمة لمعامل احتكاك. لا يجب تحميل عند هذة القيمة من معامل التحميل بسبب انخفاض بسيط في السرعة أو في زيادة بسيطة في الضغط، مما يؤدي أن جزء من محور العجلة المركزية سوف تعمل تشحيم جزئي وزيادة في الاحتكاك،الحرارة وتأكل.
لتجنب حدوث هذا، يتم أخذ قيمة متوسطة لمعامل الاحتكاك :
- Zn/p >= 3C

أو لأحمال اصطدام متقلبة وعنيفة:
- Zn/p = 15C (تقريب)